# Route 352 (Terre-Neuve-et-Labrador)
Pour les articles homonymes, voir Route 352.
La route 352 est une route tertiaire de la province de Terre-Neuve-et-Labrador d'orientation nord-sud, située dans le nord-est de l'île de Terre-Neuve, au nord de Botwood et à l'est de Point Leamington. Elle est une route faiblement empruntée connectant la route 350, à Northern Arm, à Fortune Harbour. Elle suit principalement la rive ouest de la baie des Exploits. Route alternative de la 350, elle mesure 52 kilomètres, est nommée Fortune Harbour Road, et est une route asphaltée sur l'entièreté de son tracé.

## Communautés traversées
- Northern Arm
- Phillips Head
- Point of Bay
- Charles Brook
- Cotrell's Cove
- Fortune Harbour